# Beureugang
Beureugang is een bestuurslaag in het regentschap Aceh Barat van de provincie Atjeh, Indonesië. Beureugang telt 812 inwoners (volkstelling 2010).